# Municipio de Carroll (condado de York)
El municipio de Carroll (en inglés: Carroll Township) es un municipio ubicado en el condado de York en el estado estadounidense de Pensilvania. En el año 2000 tenía una población de 4,715 habitantes y una densidad poblacional de 46 personas por km².

## Geografía
El municipio de Carroll se encuentra ubicado en las coordenadas 40°07′00″N 77°01′59″O / 40.11667, -77.03306.

## Demografía
Según la Oficina del Censo en 2000 los ingresos medios por hogar en la localidad eran de $54,273 y los ingresos medios por familia eran $56,023. Los hombres tenían unos ingresos medios de $42,237 frente a los $27,176 para las mujeres. La renta per cápita para la localidad era de $23,481. Alrededor del 3,5% de la población estaban por debajo del umbral de pobreza.